# Mateo Silvetti
Mateo Silvetti, né le 14 janvier 2006 à Rosario, est un footballeur argentin qui évolue au poste d'attaquant au CA Newell's Old Boys.

## Biographie

### Carrière en club
Silvetti rejoint l'académie de football des Newell's Old Boys en 2014, à l'âge de huit ans. Après avoir gravi les échelons au sein des équipes de jeunes, il signe son premier contrat professionnel avec le club en décembre 2023, s'engageant jusqu'en décembre 2025.
Il est promu en équipe première à l'été 2024 et fait ses débuts en Primera División le 19 juillet 2024, à 18 ans, lors d'une victoire 1-0 contre le CA Barracas Central.
Il se distingue notamment le 27 septembre 2024 en marquant ses premiers buts en professionnel, un doublé contre le Deportivo Riestra. Au cours de la saison 2024, il participe au total à 20 matchs de championnat et inscrit 4 buts.

### En sélection
Silvetti est convoqué en septembre 2024 par Javier Mascherano en équipe d'Argentine des moins de 20 ans. Il participe à trois matchs amicaux, et marque un but contre le Paraguay. Il n'est toutefois pas retenu pour disputer le championnat de la CONMEBOL des moins de 20 ans, début 2025.